# عصر أدالين
عصر أدالين (بالإنجليزية: The Age of Adaline)‏ هو فيلم رومانسية وفنتازيا ملحمي أمريكي من إخراج لي تولاند كريجر وتأليف جي. ميلو غودلو وسلفادور باسكوفيتس. الفيلم من بطولة بليك ليفلي بدور امرأة تدعى أدالين بومان تتعرض لحادث يجعلها لا تتقدم في السن وبعد سنين طويلة من العزلة بسبب حالتها الخاصة، تلتقي أدالين برجل (مكيل هاوسمان) يعقد الحياة الأبدية التي تعيشها. أيضاً من بطولة هاريسون فورد وأماندا كرو وإلين بورستين.
كان من المقرر أن يصدر في 23 يناير 2015 ولكن الشركة الموزعة لايونزغيت حولت الموعد إلى 24 أبريل 2015. تلقى الفيلم مراجعات متباينة من النقاد وحقق نجاح تجاري، حيث وصلت إيراداته إلى أكثر من 50 مليون $ مقابل ميزانية 25 مليون $.

## القصة
فتاة تدعى «أدالين بومان» عمرها 29 عاما تتعرض لحادث سيارة مروع، وتتعرض لتأثير سحر، وبناءً على هذا التأثير السحرى تظل في عمر الشباب ولا يتقدم بها العمر، وترى أصدقاءها المقربين وعائلتها يكبرون مع مرور الزمن فتتعرض لحالة نفسية سيئة وتعانى من الاكتئاب وتفضل الانعزال والعيش بمفردها، كما تفقد الثقة في البشر وتخشى التعلق بآخرين خوفا من وفاتهم قبلها، حتى يشاء القدر وتلتقى برجل له كاريزمة خاصة «ميشيل هويسمان» وتقع في غرامه، وتبدأ تثق به ويعيشان معاً حياة مليئة بالرومانسية والحب، وتبدأ في التخلص من وحدتها.

## طاقم التمثيل
- بليك ليفلي بدور «أدالين بومان»
- مكيل هاوسمان بدور «إيلايس جونز»
- هاريسون فورد بدور «وليام جونز»
- إلين بورستين بدور «فليمنغ بريسكوت»
- أماندا كرو بدور «كيكي جونز»

## الاستقبال النقدي
على الرغم من أن عصر أدالين تلقى مراجعات متباينة، لكن أداء بليك ليفلي تم مدحه، واعتبروا أداء هاريسون فورد من أفضل ما قدم في السنوات الأخيرة. الفيلم حاصل على تقييم 54% على موقع الطماطم الفاسدة، بناءً على 117 مراجعة، مع متوسط تقييم 7.2/10 الأجماع النقدي في الموقع نص على: «عصر أدالين يتأمل فكرة الأبدية بشكل أقل إقناع من باقي الأفلام المشابه في الموضوع، لكنه يتميز عنهم بأداء بارز من بليك ليفلي وهاريسون فورد.» ميتاكريتيك أعطى الفيلم 51 من 100 بناءً على 31 مراجعة نقدية.

## مصدر
1. ↑  وصلة مرجع: https://theworldofmovies.com/the-age-of-adaline-movie-review/.
2. ↑  "THE AGE OF ADALINE (12A)". المجلس البريطاني لتصنيف الأفلام. 24 أبريل 2015. مؤرشف من الأصل في 2018-05-23. اطلع عليه بتاريخ 2015-04-24.
3. ↑  "Michiel Huisman". imdb.com. مؤرشف من الأصل في 2016-03-05.
4. ↑  "The Age of Adaline (2015)". بوكس أوفيس موجو. أمازون (شركة). مؤرشف من الأصل في 2018-09-16. اطلع عليه بتاريخ 2015-05-31.
5. ↑  "The Age of Adaline review". الغارديان. Guardian News and Media. 22 أبريل 2015. مؤرشف من الأصل في 2018-09-16. اطلع عليه بتاريخ 2015-05-09.
6. ↑  "The Age of Adaline". ميتاكريتيك. سي بي إس إنتراكتيف. مؤرشف من الأصل في 2018-09-27. اطلع عليه بتاريخ 2015-05-05.

## وصلات خارجية
- عصر أدالين على موقع IMDb (الإنجليزية)
- عصر أدالين على موقع ميتاكريتيك (الإنجليزية)
- عصر أدالين على موقع روتن توميتوز (الإنجليزية)
- عصر أدالين على موقع نتفليكس (الإنجليزية)
- عصر أدالين على موقع قاعدة بيانات الأفلام العربية
- عصر أدالين على موقع ألو سيني (الفرنسية)
- عصر أدالين على موقع أول موفي (الإنجليزية)
- عصر أدالين على موقع بوكس أوفيس موجو (الإنجليزية)
- عصر أدالين على موقع فيلمافينيتي (الإسبانية)
- عصر أدالين على موقع قاعدة بيانات الفيلم (الإنجليزية)
- {{ماي تون|the_age_of_adaline|The Age of Adaline}}